# Dejan Lovren
Dejan Lovren (sinh ngày 5 tháng 7 năm 1989) là một cầu thủ bóng đá chuyên nghiệp người Croatia hiện đang thi đấu ở vị trí trung vệ cho câu lạc bộ Super League Greece PAOK.
Lovren bắt đầu sự nghiệp tại Dinamo Zagreb trước khi đến Olympique Lyonnais vào tháng 1 năm 2010. Anh đã có tại đây một danh hiệu Cúp bóng đá Pháp trước khi đến Southampton vào mùa hè năm 2013. Một năm sau đó, anh gia nhập Liverpool với phí chuyển nhượng 20 triệu £. Tại Liverpool, anh giành được danh hiệu vô địch UEFA Champions League vào năm 2019 và Premier League vào mùa giải 2019–20. Tháng 7 năm 2020, anh chuyển đến Nga thi đấu cho Zenit St. Petersburg.
Anh có trận đấu đầu tiên cho đội tuyển Croatia vào năm 2009 và từng tham dự các giải đấu lớn cùng đội tuyển là World Cup 2014, World Cup 2018, Euro 2020 và World Cup 2022. Tại World Cup 2018, đội tuyển Croatia giành vị trí á quân chung cuộc; đến kỳ World Cup tiếp theo, anh cùng với các đồng đội cán đích về hạng ba chung cuộc.

## Sự nghiệp câu lạc bộ

### Dinamo Zagreb
Lovren là thành viên của các đội trẻ NK Ilovac và NK Karlovac trước khi đến GNK Dinamo Zagreb vào năm 2004.
Ngày 10 tháng 5 năm 2006, anh có trận đấu đầu tiên cho Dinamo gặp NK Varteks Varaždin tại Giải bóng đá vô địch quốc gia Croatia (Prva HNL). Ngày 17 tháng 7 năm 2006, Lovren được đem cho NK Inter Zaprešić mượn trong hai mùa bóng. Sau khi trở về từ Zaprešić, Lovren thường xuyên có mặt trong đội hình xuất phát của Dinamo Zagreb trong hai mùa giải 2008-09 và 2009-10.

### Lyon
Tháng 1 năm 2010, Lovren chuyển đến Lyon với phí chuyển nhượng 8 triệu € theo bản hợp đồng có thời hạn 4 năm rưỡi. Anh có trận đấu đầu tiên cho Lyon tại Ligue 1 trong trận thắng 2-1 trước Paris Saint-Germain ngày 31 tháng 1 năm 2010. Trong mùa giải đầu tiên tại Pháp anh có 20 lần được ra sân ở giải vô địch quốc gia.
Tháng 11 năm 2010, Lovren có tên trong danh sách 100 cầu thủ trẻ xuất sắc nhất thế giới của Don Balón. Anh chỉ góp mặt 18 phút trong trận chung kết Cúp bóng đá Pháp 2012 với Quevilly, nơi Lyon đã giành chiến thắng 1-0, vì chấn thương mắt cá chân. Tổng cộng Lovren thi đấu 102 trận cho Lyon trước khi đến Southampton.

### Southampton
Ngày 14 tháng 6 năm 2013, Southampton chính thức có được Lovren với bản hợp đồng có thời hạn 4 năm, phí chuyển nhượng ước tính 8,5 triệu £. Anh có trận đấu đầu tiên tại Anh vào ngày 17 tháng 8 năm 2013 trong trận thắng West Bromwich Albion 1-0. Ngày 21 tháng 9 năm 2013, anh ghi bàn thắng đầu tiên cho Southampton và cũng là bàn thắng duy nhất trong trận đấu với Liverpool tại Anfield. Ngày 19 tháng 10, Lovren chuyền cho Adam Lallana ghi bàn ấn định tỉ số hòa 1-1 với Manchester United ngay tại Old Trafford.
Trong trận đấu với Sunderland vào ngày 18 tháng 1 năm 2014, anh có bàn thắng thứ hai tại Giải ngoại hạng Anh. Tuy nhiên năm sau ngày sau đó, anh được thông báo phải nghỉ thi đấu 6-8 tuần do chấn thương dây chằng mắt cá. Tháng 6 năm 2014, Lovren đưa ra đề nghị chính thức về việc sẽ rời Southampton.

### Liverpool

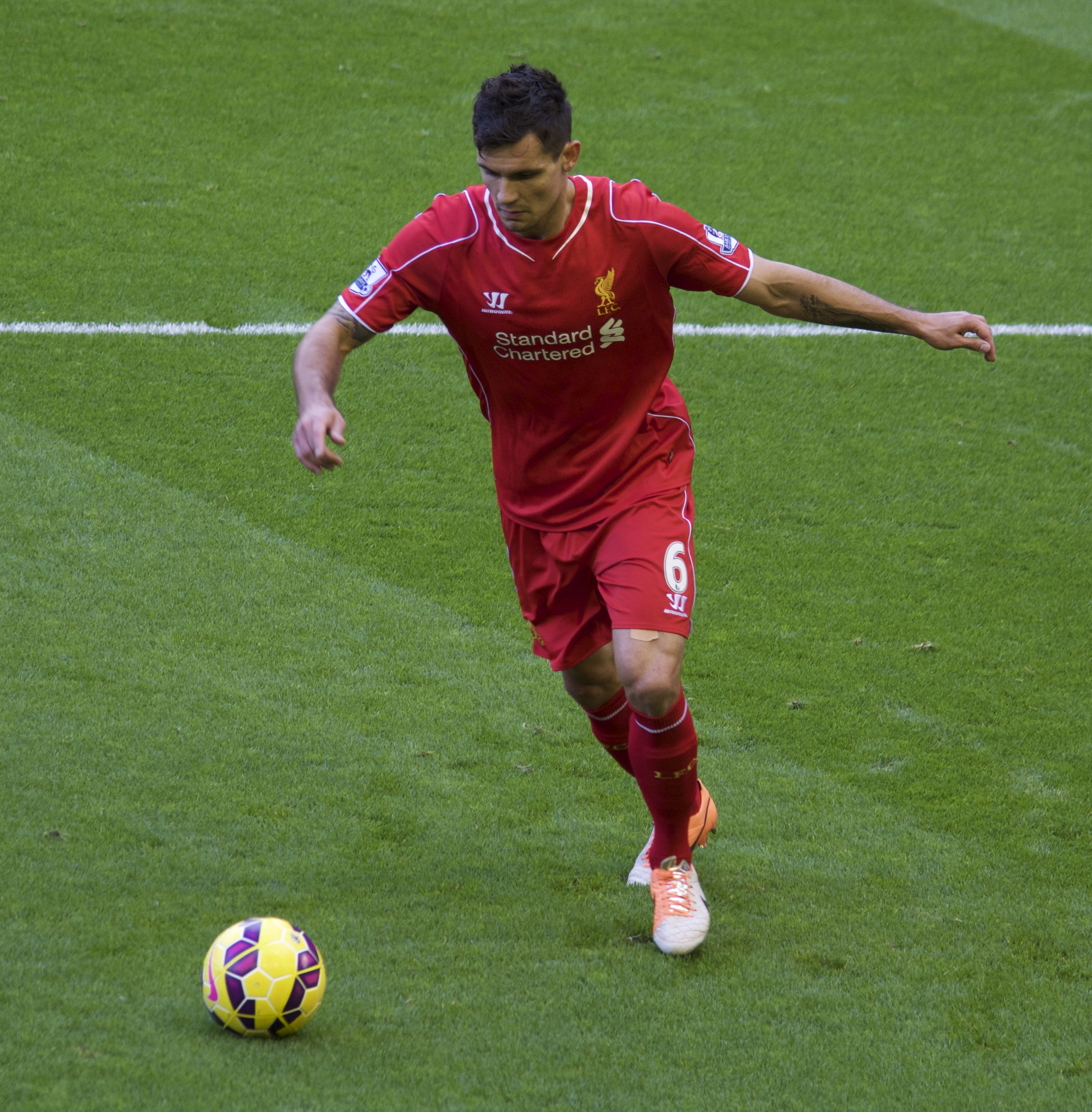
Lovren trong màu áo Liverpool năm 2014.

Ngày 27 tháng 7 năm 2014, Lovren trở thành cầu thủ Southampton thứ ba gia nhập Liverpool trong kỳ chuyển nhượng mùa hè 2014 sau Rickie Lambert và Adam Lallana với bản hợp đồng 4 năm. Với giá chuyển nhượng 20 triệu £, anh trở thành hậu vệ đắt giá nhất trong lịch sử câu lạc bộ này.

#### 2014-15
Ngày 10 tháng 8 năm 2014, anh có trận đấu đầu tiên cho Liverpool trong trận giao hữu thắng Borussia Dortmund 4-0 trong đó anh là người ghi bàn nâng tỉ số lên 2–0. Một tuần sau đó, anh có trận đấu ra mắt đội bóng chủ sân Anfield tại Premier League, thi đấu đủ 90 phút trận thắng đội bóng cũ Southampton 2-1. Anh ghi bàn thắng chính thức đầu tiên cho Liverpool trong trận thắng 2 -1 trước Swansea City tại vòng 4 League Cup. Tuy nhiên sau màn trình diễn kém cỏi vào giữa tháng 12 trong trận thua trước Basel tại Champions League, Lovren mất vị trí chính thức trong đội hình một.
Ngày 26 tháng 2 năm 2015, Lovren đá hỏng quả sút luân lưu quyết định khiến Liverpool thua Beşiktaş và bị loại khỏi UEFA Europa League. Kết thúc mùa giải đầu tiên tại Liverpool, Lovren bị đánh giá là một trong những bản hợp đồng thất bại nhất mùa giải do thường xuyên để mắc sai sót dẫn đến bàn thua của đội nhà do đó chỉ có 22 lần ra sân tại Giải ngoại hạng Anh.

#### 2015-16
Lovren trở lại vị trí chính thức trong ba trận đấu đầu tiên của Ngoại hạng Anh mùa giải 2015-16 và có cả ba trận giữ sạch lưới. Tuy nhiên trận đó sau đó với West Ham United, anh đã mắc sai lầm nghiêm trọng để Manuel Lanzini cướp bóng dẫn đến bàn thua thứ hai trong số ba bàn thua của Liverpool. Sau trận đấu, các cổ động viên Liverpool đã trút mọi giận dữ lên tài khoản mạng xã hội của anh tại Twitter và Instagram. Tuy nhiên anh đã cải thiện dần phong độ sau đó khi đá cặp với Mamadou Sakho.
Ngày 14 tháng 4 năm 2016, Lovren ghi bàn thắng ấn định chiến thắng 4-3 tại tứ kết Europa League trước Borussia Dortmund.

#### 2016-17
Ngày 29 tháng 10 năm 2016 trong trận đấu tại vòng 10 Giải ngoại hạng Anh, Lovren mắc sai lầm khi chạm bóng bất cẩn dẫn đến bàn gỡ hòa của Crystal Palace do công của James McArthur nhưng chỉ 4 phút sau đó anh đã đem lại ưu thế dẫn bàn cho đội nhà từ một pha đánh đầu. Chung cuộc Liverpool giành chiến thắng 4-2.

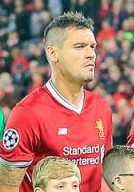
Lovren năm 2018.

Ngày 28 tháng 4 năm 2017, Lovren gia hạn hợp đồng với Liverpool đến năm 2021.

#### 2017-18

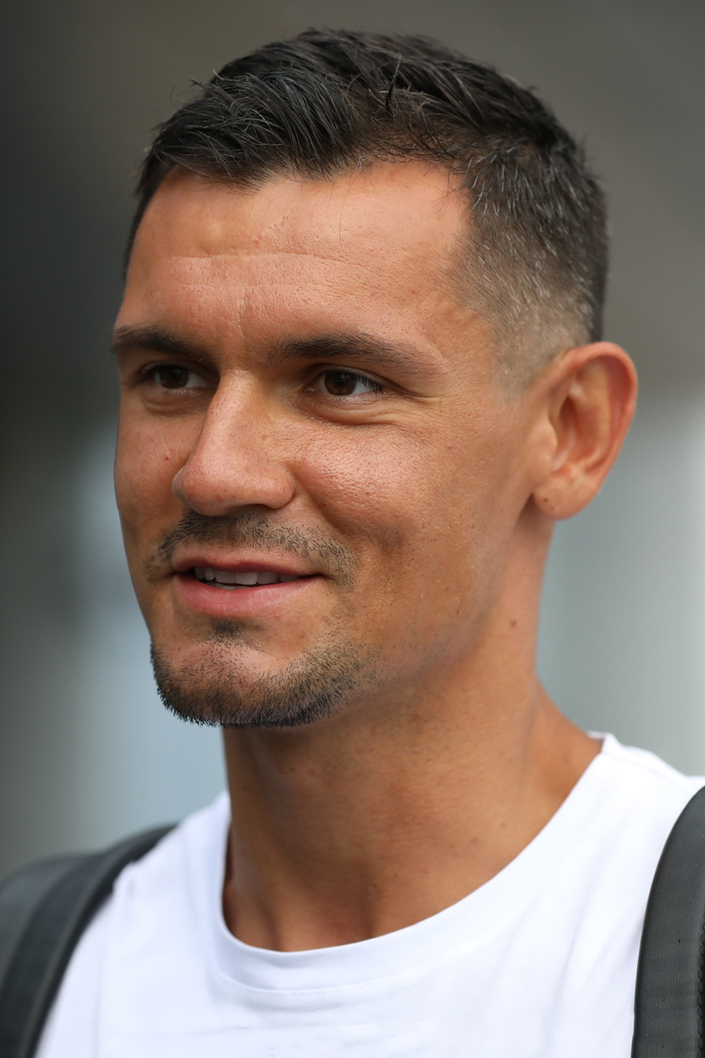
Lovren vào tháng 8 năm 2020 tại St. Peterburg

Ngày 22 tháng 10 năm 2017, Lovren mắc lỗi dẫn đến hai bàn thua đầu tiên của Liverpool trong trận thua 1-4 trước Tottenham Hotspur và anh bị huấn luyện viên Jürgen Klopp thay ra ở ngay phút thứ 31. Vài ngày sau đó, anh được các cổ động viên Liverpool bầu chọn là cầu thủ xuất sắc nhất câu lạc bộ trong tháng 10. Ngày 10 tháng 12, anh lại một lần nữa mắc sai lầm, lần này là pha phạm lỗi với Dominic Calvert-Lewin trong vòng cấm dẫn đến bàn gỡ hòa 1-1 của Everton. Ngày 17 tháng 12 năm 2017, anh là một trong những cầu thủ lập công cho Liverpool trong chiến thắng đậm 4-0 trước Bournemouth.
Sau khi trung vệ người Hà Lan Virgil van Dijk đến Liverpool vào tháng 1 năm 2018, van Dijk và Lovren kết hợp với nhau thành một cặp trung vệ ăn ý giúp gia cố khả năng phòng thủ của Liverpool. Ngày 13 tháng 5, Lovren ghi bàn thắng thứ hai trong mùa giải trong trận thắng 4-0 trước Brighton and Hove Albion, chiến thắng giúp Liverpool bảo đảm một suất tham dự UEFA Champions League mùa giải sau. Lovren là trụ cột của Liverpool trên con đường đi đến trận chung kết UEFA Champions League 2017-18 với Real Madrid. Anh là người đánh đầu tạo điều kiện cho Sadio Mané gỡ hòa 1-1 cho Liverpool nhưng chung cuộc đội bóng Anh vẫn phải chịu thất bại 3-1 sau 90 phút thi đấu.

#### 2019-20
Trong mùa giải 2019-20, Lovren chỉ còn là sự lựa chọn thứ tư cho vị trí trung vệ của Liverpool, sau Virgil van Dijk, Joe Gomez và Joël Matip. Ngày 25 tháng 6, sau khi Chelsea đánh bại Manchester City 2–1, Liverpool chính thức trở thành nhà vô địch Premier League 2019–20 và Lovren trở thành cầu thủ Croatia đầu tiên đạt được danh hiệu này.
Sau 6 năm găn bó cùng Liverpool, anh thi đấu tổng cộng 185 trận và có được 8 bàn thắng.

### Zenit St. Petersburg
Ngày 27 tháng 7 năm 2020, Lovren chuyển đến Nga thi đấu cho Zenit St. Petersburg với phí chuyển nhượng 10,9 triệu £ theo bản hợp đồng có thời hạn 3 năm.

## Sự nghiệp đội tuyển quốc gia

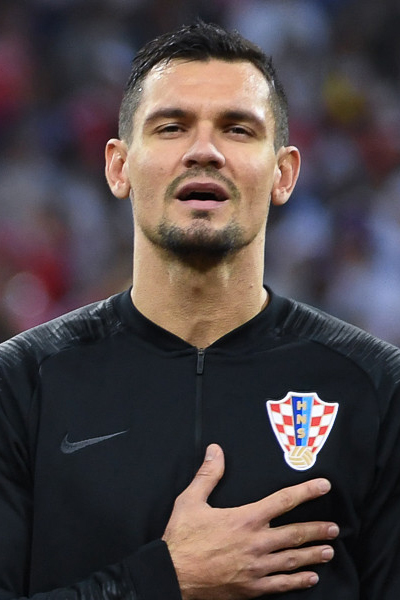
Levan trong đội tuyển quốc gia Croatia năm 2018

Tháng 8 năm 2009, Lovren lần đầu tiên được triệu tập vào đội tuyển Croatia nhưng phải đến ngày 8 tháng 11 năm 2009 anh mới có trận ra mắt đội tuyển trong trận đấu với Qatar, vào sân thay cho Danijel Pranjic.
Ngày 2 tháng 9 năm 2011, Lovren có bàn thắng quốc tế đầu tiên trong trận đấu với Malta thuộc vòng loại Euro 2012. Anh có tên trong danh sách 23 cầu thù Croatia tham dự Euro 2012 nhưng phải rút lui một tuần trước khi giải đấu bắt đầu vì chấn thương. Lovren có bàn thắng thứ hai cho đội tuyển trong trận thua 2-1 trước Wales thuộc vòng loại World Cup 2014. Trong trận này anh còn có pha phạm lỗi dẫn đến quả phạt đền mà từ đó Gareth Bale đã ấn định chiến thắng 2-1 cho Wales.
Mùa hè năm 2014, Lovren được tham dự giải đấu quốc tế lớn đầu tiên là World Cup 2014 tại Brasil. Trong trận đấu giai mạc của giải đấu với chủ nhà Brasil, khi tỉ số đang là 1-1, trọng tài người Nhật Bản Yuichi Nishimura cho Brasil được hưởng quả phạt đền gây tranh cãi khi cho rằng Lovren đã phạm lỗi với tiền đạo Fred. Brasil giành chiến thắng chung cuộc 3–1 và sau đó Croatia bị loại ở vòng bảng sau trận thua 1-3 trước Mexico.
Mối quan hệ không tốt giữa Lovren và huấn luyện viên Ante Čačić khiến anh bị loại khỏi đội hình tham dự Euro 2016.
Anh tiếp tục được triệu tập tham dự World Cup 2018 diễn ra tại Nga, giải đấu mà anh và các đồng đội đã lọt vào trận chung kết và chịu thất thủ 2-4 trước đội tuyển Pháp, giành vị trí á quân.
Sau khi đội tuyển Croatia giành huy chương đồng World Cup 2022, Dejan Lovren chính thức chia tay đội tuyển quốc gia sau 13 năm gắn bó, tổng cộng anh đã thi đấu 78 trận và ghi được 5 bàn thắng.

## Cuộc sống cá nhân
Lovren sinh ra tại thành phố Zenica (nay thuộc Bosnia và Herzegovina). Năm anh 3 tuổi, cả gia đình phải chuyển đến Munich, Đức do chiến tranh tại quê nhà. Trưởng thành từ nhà trẻ Munich, Lovren dần nói thông viết thạo tiếng Đức. Bảy năm sau khi đến Đức, gia đình Lovren bị buộc phải rời đi bởi thị thực hết hạn và họ đã đến thành phố Karlovac của Croatia. Lovren ban đầu cảm thấy khó khăn với cuộc sống tại Croatia, nhất là việc học trong nhiều năm do anh không quen với tiếng Croatia.
Lovren còn một người em trai cũng theo sự nghiệp cầu thủ là Davor.

## Thống kê sự nghiệp

### Câu lạc bộ
Tính đến 5 tháng 4 năm 2021
| Câu lạc bộ          | Câu lạc bộ             | Câu lạc bộ             | Giải đấu       | Giải đấu       | Cúp quốc gia    | Cúp quốc gia    | Cúp liên đoàn       | Cúp liên đoàn       | Châu Âu | Châu Âu | Tổng cộng | Tổng cộng |
| Mùa giải            | Câu lạc bộ             | Giải đấu               | Trận           | Bàn            | Trận            | Bàn             | Trận                | Bàn                 | Trận    | Bàn     | Trận      | Bàn       |
| Croatia             | Croatia                | Croatia                | League         | League         | Cúp quốc gia    | Cúp quốc gia    | Cúp liên đoàn       | Cúp liên đoàn       | Châu Âu | Châu Âu | Tổng cộng | Tổng cộng |
| ------------------- | ---------------------- | ---------------------- | -------------- | -------------- | --------------- | --------------- | ------------------- | ------------------- | ------- | ------- | --------- | --------- |
| 2005–06             | Dinamo Zagreb          | Prva HNL               | 1              | 0              | 0               | 0               | —                   | —                   | —       | —       | 1         | 0         |
| 2006–07             | Inter Zaprešić (muợn)  | Druga HNL              | 21             | 0              | 4               | 0               | —                   | —                   | —       | —       | 25        | 0         |
| 2007–08             | Inter Zaprešić (muợn)  | Prva HNL               | 29             | 1              | 2               | 0               | —                   | —                   | —       | —       | 31        | 1         |
| 2008–09             | Dinamo Zagreb          | Prva HNL               | 22             | 1              | 8               | 1               | —                   | —                   | 8       | 1       | 38        | 3         |
| 2009–10             | Dinamo Zagreb          | Prva HNL               | 14             | 0              | 4               | 0               | —                   | —                   | 11      | 1       | 29        | 1         |
| Tổng cộng           | Tổng cộng              |                        | 37             | 1              | 12              | 1               | —                   | —                   | 19      | 2       | 60        | 4         |
| Pháp                | Pháp                   | Pháp                   | Ligue 1        | Ligue 1        | Coupe de France | Coupe de France | Coupe de la Ligue   | Coupe de la Ligue   | Châu Âu | Châu Âu | Tổng cộng | Tổng cộng |
| 2009–10             | Lyon                   | Ligue 1                | 8              | 0              | 1               | 0               | 1                   | 0                   | —       | —       | 10        | 0         |
| 2010–11             | Lyon                   | Ligue 1                | 28             | 0              | 2               | 0               | 1                   | 0                   | 6       | 1       | 37        | 1         |
| 2011–12             | Lyon                   | Ligue 1                | 18             | 1              | 3               | 0               | 2                   | 0                   | 8       | 0       | 31        | 1         |
| 2012–13             | Lyon                   | Ligue 1                | 18             | 1              | 0               | 0               | 1                   | 0                   | 5       | 0       | 24        | 1         |
| Tổng cộng           | Tổng cộng              |                        | 72             | 2              | 6               | 0               | 5                   | 0                   | 19      | 1       | 102       | 3         |
| Anh                 | Anh                    | Anh                    | Premier League | Premier League | FA Cup          | FA Cup          | Football League Cup | Football League Cup | Châu Âu | Châu Âu | Tổng cộng | Tổng cộng |
| 2013–14             | Southampton            | Premier League         | 31             | 2              | 0               | 0               | 0                   | 0                   | —       | —       | 31        | 2         |
| 2014–15             | Liverpool              | Premier League         | 26             | 0              | 4               | 0               | 2                   | 1                   | 6       | 0       | 38        | 1         |
| 2015–16             | Liverpool              | Premier League         | 24             | 0              | 1               | 0               | 4                   | 0                   | 10      | 1       | 39        | 1         |
| 2016–17             | Liverpool              | Premier League         | 29             | 2              | 0               | 0               | 3                   | 0                   | —       | —       | 32        | 2         |
| 2017–18             | Liverpool              | Premier League         | 29             | 2              | 0               | 0               | 0                   | 0                   | 13      | 0       | 42        | 2         |
| 2018–19             | Liverpool              | Premier League         | 13             | 1              | 1               | 0               | 1                   | 0                   | 3       | 0       | 18        | 1         |
| 2019–20             | Liverpool              | Premier League         | 10             | 0              | 1               | 0               | 1                   | 0                   | 3       | 1       | 15        | 1         |
| Tổng cộng           | Tổng cộng              |                        | 131            | 5              | 7               | 0               | 11                  | 1                   | 36      | 2       | 185       | 8         |
| 2020–21             | Zenit Saint Petersburg | Russian Premier League | 21             | 2              | 1               | 0               | —                   | —                   | 5       | 0       | 28        | 2         |
| Tổng cộng sự nghiệp | Tổng cộng sự nghiệp    | Tổng cộng sự nghiệp    | 342            | 13             | 32              | 1               | 16                  | 1                   | 79      | 5       | 470       | 20        |

### Quốc tế
Tính đến ngày 17 tháng 12 năm 2022
| Đội tuyển quốc gia | Năm       | Trận | Bàn |
| ------------------ | --------- | ---- | --- |
| Croatia            | 2009      | 2    | 0   |
| Croatia            | 2010      | 3    | 0   |
| Croatia            | 2011      | 8    | 1   |
| Croatia            | 2012      | 1    | 0   |
| Croatia            | 2013      | 9    | 1   |
| Croatia            | 2014      | 7    | 0   |
| Croatia            | 2015      | 0    | 0   |
| Croatia            | 2016      | 1    | 0   |
| Croatia            | 2017      | 6    | 0   |
| Croatia            | 2018      | 13   | 0   |
| Croatia            | 2019      | 7    | 1   |
| Croatia            | 2020      | 5    | 1   |
| Croatia            | 2021      | 8    | 0   |
| Croatia            | 2022      | 8    | 1   |
| Tổng cộng          | Tổng cộng | 78   | 5   |

#### Bàn thắng quốc tế
Bàn thắng và kết quả của đội tuyển Croatia được để trước.
| # | Ngày                | Địa điểm                                        | Đối thủ  | Bàn thắng | Kết quả | Giải đấu                    |
| - | ------------------- | ----------------------------------------------- | -------- | --------- | ------- | --------------------------- |
| 1 | 2 tháng 9 năm 2011  | Sân vận động Ta' Qali, Ta' Qali, Malta          | Malta    | 3–1       | 3–1     | Vòng loại Euro 2012         |
| 2 | 26 tháng 3 năm 2013 | Sân vận động Liberty, Swansea, Wales            | Wales    | 1–1       | 1–2     | Vòng loại World Cup 2014    |
| 3 | 6 tháng 9 năm 2019  | Sân vận động Anton Malatinský, Trnava, Slovakia | Slovakia | 4–0       | 4–0     | Vòng loại Euro 2020         |
| 4 | 8 tháng 9 năm 2019  | Stade de France, Saint-Denis, Pháp              | Pháp     | 1–0       | 2–4     | UEFA Nations League 2020–21 |
| 5 | 25 tháng 9 năm 2022 | Sân vận động Ernst Happel, Viên, Áo             | Áo       | 3–1       | 3–1     | UEFA Nations League 2022–23 |

## Danh hiệu

### Câu lạc bộ
Dinamo Zagreb
- Giải bóng đá vô địch quốc gia Croatia (2): 2005–06, 2008–09
- Cúp bóng đá Croatia: 2009

Inter Zaprešić
- Giải bóng đá hạng nhì quốc gia Croatia: 2006–07

Lyon
- Cúp bóng đá Pháp: 2012

Liverpool
- Premier League: 2019–20
- UEFA Champions League: 2018–19
- UEFA Super Cup: 2019

### Đội tuyển quốc gia
Đội tuyển bóng đá quốc gia Croatia
- World Cup 2018: Á quân
- World Cup 2022: Hạng ba